# آماندا د ادونچر
آماندا د ادونچر (به انگلیسی: Amanda the Adventurer) یک مجموعهٔ بازی ترسناک می‌باشد که با الهام‌گیری جزئی از برنامهٔ کودکانه دورا جستجوگر ساخته شده که توسط منگلدما گیمز توسعه یافته و توسط درداکس‌پی، بازوی نشر بازی‌های ویدیویی درد سنترال، منتشر شده‌است. این مجموعه در ابتدا به‌عنوان اثری برای یک گیم جم شکل گرفت و پس از آن‌که توسط درداکس‌پی خریداری شد، به یک بازی کامل تبدیل شد. جدیدترین نسخه‌ی این بازی با عنوان آماندا د ادونچر ۲ منتشر شده است.
شخصیت محوری این مجموعه، شخصیتی به اسم رایلی می‌باشد که درگیر رازهای پنهان پشت پردهٔ یک برنامه کودک خیالی به اسم آماندا د ادونچر می‌شود.